# Michel Chartier de Lotbinière
Michel Chartier de Lotbinière (Québec, 23 aprile 1723 – New York, 14 ottobre 1798) è stato un ingegnere e militare francese.
Era figlio di Eustache Chartier de Lotbinière. e di Marie-Françoise  d'Avène des Meloizes (1695–1723). Fu signore di Lotbinière, di Rigaud, di Vaudreuil, di Villechauve de Beauharnois, d'Hocquart e d'Alainville, nella Nuova Francia in Québec

## Biografia

### Formazione
Michel Chartier de Lotbinière nacque nella famiglia dei Chartier de Lotbinière il cui bisnonno Louis-Théandre Chartier de Lotbinière emigrò in Canada nel 1651.
Dopo aver compiuto i suoi studi nel Collegio dei gesuiti, divenne ufficiale nelle compagnie franche della marina e nel 1746 prestò servizio in Acadia. Fattosi notare per il suo coraggio, il conte de La Galissonière lo fece promuovere di grado e lo inviò in una missione di ricognizione territoriale, che gli permise d'incontrare il botanico svedese Pehr Kalm a Montréal, quando questi era in procinto di intraprendere un viaggio verso Québec. Questa missione aveva lo scopo di rilevare la longitudine e la latitudine lungo il percorso fra Québec e Forte Michillimakinac.
Nel 1747 sposò Louise-Madeleine Chaussegros de Léry, figlia dell'ingegnere-capo della Nuova Francia, Gaspard-Joseph Chaussegros de Léry.
Sponsorizzato da La Galissonière, Michel Chartier de Lotbinière ricevette una formazione militare particolare in Francia, all'Università di Parigi, avendo come professore Jean-Antoine Nollet con il quale egli intratterrà poi una corrispondenza dal Canada riguardo, fra l'altro, alle teorie di Beniamino Franklin sull'elettricità, con il quale fu in corrispondenza dal 10 marzo 1755. Egli ricevette la sua formazione in artiglieria alla Scuola Regia di Artiglieria di La Fère, compiendo esercitazioni pratiche nelle fortezze di Thionville, Metz e Lussemburgo
Nel 1748 ebbe un figlio, Michel-Eustache-Gaspard-Alain, che diventerà Presidente della Camera dei comuni del Basso Canada.

### Ingegnere militare nella Nuova Francia

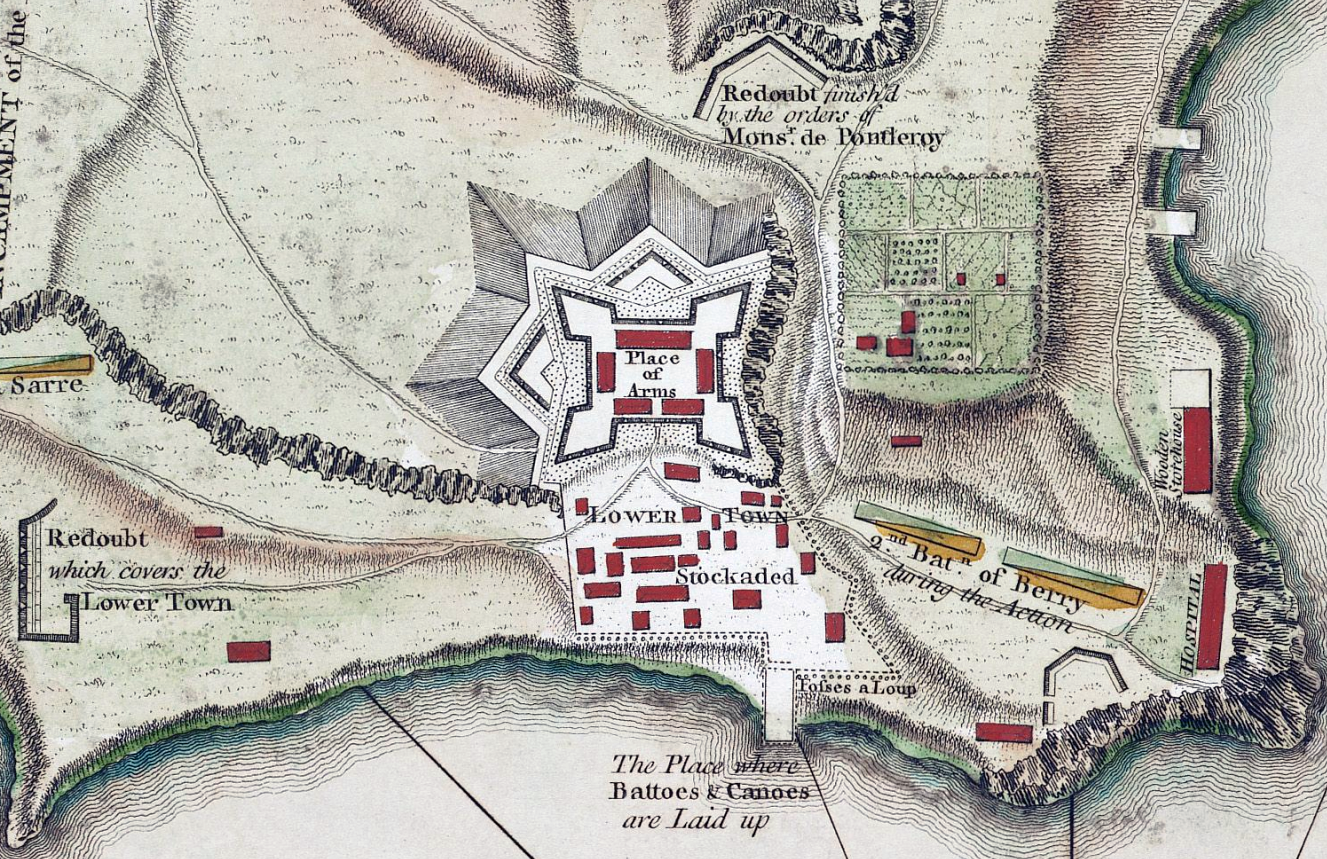
Dettaglio della carta del 1758 che mostra il fort Carillon progettato da Lotbinière

Nel 1755 il marchese di Vaudreuil, governatore della Nuova Francia, gli chiese di erigere un nuovo forte, il Fort Carillon, a sud del lago Champlain, vicino alla confluenza con il fiume La Chute, presso il villaggio di nativi americani Ticonderoga.
Benché promosso capitano nel 1757, gli venne rifiutato il posto di ingegnere-capo della Nuova Francia, che egli aveva sollecitato dopo la morte del suocero. La Corte gli preferì Nicolas Sarrebource de Pontleroy, ingegnere nell'esercito regolare francese, che non tardò ad intralciare la carriera del Lotbinière, con l'invio di rapporti a Parigi, che lo accusavano d'incompetenza e di malversazioni, cercando così di rovinargli la carriera presso il Ministero della Marina. Intanto Montcalm rese omaggio al suo contributo per la vittoria di Carillon ed il cugino, governatore Vaudreuil, gli fece dono della signoria d'Alainville, che circondava il forte Carillon.
Nella prospettiva dell'assedio di Québec, il cugino governatore lo impiegò nella costruzione di difese per la città di Québec. Durante la battaglia egli prestò servizio come aiutante di campo di Vaudreuil.
Nel 1760 fu incaricato di fortificare l'île-aux-Noix, per fermare l'avanzata inglese da sud, ma dovette rientrare a Montréal.

### Dopo la conquista
Dopo la capitolazione fu trasferito in Francia con il figlio dodicenne poiché sottoposto a giudizio come ufficiale del Re e dovette lasciare a Montréal la moglie e la figlia appena nata ed attendere l'esito della guerra.
Egli tentò di riprendere la carriera militare in Francia ma senza successo. Nel 1763 apprese che Luigi XV aveva ceduto il Canada all'Inghilterra. Tornò quindi in Canada, ora chiamato Provincia de, Québec. Prima però riscattò le proprietà di Rigaud, Rigaud-Vaudreuil (Nouvelle-Beauce) e Vaudreuil, appartenente a suo cugino Vaudreuil, che si era ritirato in Francia nelle sue proprietà in Normandia. Egli acquistò anche le signorie di Villechauve (Beauharnois) e di Hocquart (sulle rive del lago Champlain, lato del Vermont). Fece poi costruire una dimora signorile, un mulino e la chiesa di Vaudreuil.
Rimasto a corto di quattrini, dovette vendere la signoria di de Lotbinière al figlio nel 1770, che l'anno successivo riscattò anche le proprietà di Vaudreuil, Rigaud et Rigaud de Vaudreuil.
Non riuscendo a recuperare le due sue proprietà di New York (Alainville et Hocquart), si recò a Londra nel 1772 per perorarvi la sua causa. Nel 1774 partecipò al dibattito sulla legge del Québec e fu lui a trovare gli argomenti che convinsero i parlamentari britannici ad includere la legge francese della Coutume de Paris , la lingua francese e la religione cattolica.
Nel 1776 il Ministero del Commercio britannico respinse le sue pretese su Alainville e gli offrì una terra nel Québec di pari valore in compensazione della sua perdita di Hocquart. Egli rifiutò il compromesso e lasciò la Gran Bretagna, decidendo di non rimanere suddito britannico. Questa decisione fu dovuta anche alla nascita, avvenuta a Parigi nel 1774, di un figlio adulterino che chiamò Alain Chartier d'Alainville.
Egli offrì i suoi servigi alla Francia e  Charles Gravier, conte di Vergennes, diplomatico e uomo di Stato, lo inviò in missione spionistica nel Massachusetts. Nel 1777 egli rientrò in Francia per consegnare il suo rapporto. A causa degli avvenimenti che portarono alla costituzione degli Stati Uniti d'America, Vergennes rinunciò ad inviarlo nuovamente colà. Dopo tali eventi, egli si rese conto che non avrebbe più avuto alcuna possibilità di recuperare le sue proprietà nel Nuovo Mondo.
Lotbinière trascorse i dieci anni successivi in Francia. Con l'appoggio del maresciallo di Francia François-Gaston de Lévis egli riuscì a ristabilire qui e presso la corte di Luigi XVI la sua reputazione di genio militare. Egli ricevette la Gran Croce dell'Ordine di San Luigi, fu nominato cavaliere e ricevette una pensione di 600 lire, raddoppiata nel 1781.
Nel 1784 Luigi XVI lo creò marchese di Lotbinière, in riconoscimento di ciò che aveva fatto per la causa francese nel 1776.

### Ritorno in America
Nel 1787 Lotbinière tornò in America con il figlio adulterino Alain Chartier d'Alainville e sbarcò a New York per tentare ancora di recuperare le sue proprietà fondiarie, ma senza risultati. Con lo scoppio della rivoluzione francese egli perse ogni mezzo di sussistenza e dovette prendere in considerazione il rientro nella sua famiglia, cosa che fece nel 1790, quando il figlio Michel-Eustache-Gaspard-Alain lo riportò a Montral insieme ad Alain Chartier d'Alainville.
Ma non appena egli decise di regalare ad Alain la proprietà di Beauharnois, parte della signoria di Villechauve, si trovò in lite con la famiglia, fatto che implicò una separazione fisica e patrimoniale dalla moglie. Chartier de Lotbinière, che si era distinto dagli altri signori per la posizione coraggiosa assunta contro il governatore Guy Carleton, terminò i suoi giorni, solo, a New York, morendo di febbre gialla all'età di 75 anni.

## Archivi
I dati di archivio di Michel Chartier de Lotbinière sono conservati nel centro erchivistico Québec della Bibliothèque et Archives nationales du Québec.